# Thomas Poulsen
Thomas Poulsen, né le 16 février 1970, est un rameur danois.

## Biographie

### Palmarès

#### Aviron aux Jeux olympiques
- 1996 à Atlanta,  États-Unis
  -  Médaille d'or en quatre sans barreur poids légers[1]

#### Championnats du monde d'aviron
- 1992 à Montréal,  Canada
  -  Médaille d'or en huit
- 1994 à Indianapolis,  États-Unis
  -  Médaille d'or en quatre sans barreur poids légers
- 1995 à Tampere,  Finlande
  -  Médaille d'argent en quatre sans barreur poids légers
- 1997 à Aiguebelette,  France
  -  Médaille d'or en quatre sans barreur poids légers
- 1998 à Cologne,  Allemagne
  -  Médaille d'or en quatre sans barreur poids légers
- 1999 à Saint Catharines,  Canada
  -  Médaille d'or en quatre sans barreur poids légers